# Sun Goes Down (Lil Nas X)
Sun Goes Down è un singolo del rapper statunitense Lil Nas X, pubblicato il 21 maggio 2021 come secondo estratto dal primo album in studio Montero.

## Pubblicazione
Il 3 maggio 2021 l'artista ha annunciato che il 22 maggio successivo sarebbe stato ospite al Saturday Night Live, dove avrebbe eseguito Montero (Call Me by Your Name) e una nuova canzone. Dieci giorni più tardi ha svelato il titolo e la data di pubblicazione del singolo, assieme alla relativa copertina.

## Video musicale
Il video musicale, diretto dall'interprete stesso assieme alla Psycho Films, è stato reso disponibile su YouTube in contemporanea con l'uscita del singolo.

## Tracce
Testi e musiche di Montero Hill, Denzel Baptiste, David Biral, Omer Fedi, Roy Lenzo, Michael Olmo, Keegan Bach, Blake Slatkin e Andrew Luce.
1. Sun Goes Down – 2:48

## Classifiche
| Classifica (2021) | Posizione massima |
| ----------------- | ----------------- |
| Canada            | 41                |
| Croazia           | 90                |
| Francia           | 150               |
| Irlanda           | 35                |
| Lituania          | 91                |
| Portogallo        | 69                |
| Regno Unito       | 42                |
| Stati Uniti       | 66                |
| Svezia            | 88                |
| Svizzera          | 85                |